# Liste der Nummer-eins-Hits in Deutschland (1995)
Diese Liste enthält alle Nummer-eins-Hits in Deutschland im Jahr 1995. Es gab in diesem Jahr 14 Nummer-eins-Singles und 15 Nummer-eins-Alben.
Die Single- und Albumcharts wurden von Media Control wöchentlich zusammengestellt. Sie berücksichtigten die Verkäufe von Montag bis Samstag einer Woche. Offizieller Veröffentlichungstermin war jeweils der Montag zehn Tage nach dem Ende des Wertungszeitraumes.

## Singles
| ← 1994 ← | Liste der Nummer-eins-Hits in Deutschland | Liste der Nummer-eins-Hits in Deutschland | Liste der Nummer-eins-Hits in Deutschland | 1996 →                    |
| \| Zeitraum \| Wo. ges. \| Interpret \| Titel Autor(en) \| Zusätzliche Informationen \| \| (Zeitraum, Wochen auf Platz eins, Interpret, Titel, Autor[en], zusätzliche Informationen) \| \| \| \| \| \| ----------------------------------------------------------------------------------------- \| -------- \| ---------------------- \| --------------------------------------------------------------------------------------------------------------------------------------------------------------------------------- \| ------------------------- \| \| 7. November 1994 – 15. Januar 1995 10 Wochen \| 10 \| Rednex \| Cotton Eye Joe Patric Robert Edenberg, Örjan Kjell Öberg, Christer Jan Ericsson \| – \| \| 16. Januar 1995 – 5. Februar 1995 3 Wochen \| 3 \| Mark ’Oh \| Tears Don’t Lie Musik: Dario Baldan Bembo, Ciro Dammicco, Marko Albrecht; Originaltext: Francesco Specchia, Alberto Salerno, Maurizio Seymandi; zusätzlicher Text: Marko Albrecht \| – \| \| 6. Februar 1995 – 12. Februar 1995 1 Woche \| 1 \| The Cranberries \| Zombie Dolores Mary O’Riordan \| – \| \| 13. Februar 1995 – 30. April 1995 11 Wochen \| 11 \| Vangelis \| Conquest of Paradise Evangelos Odysseas Papathanassiou \| – \| \| 1. Mai 1995 – 28. Mai 1995 4 Wochen \| 4 \| Take That \| Back for Good Gary Barlow \| – \| \| 29. Mai 1995 – 25. Juni 1995 4 Wochen \| 4 \| La Bouche \| Be My Lover Musik: Gerd Amir Saraf; Text: Melanie Thornton, D. Lane McCray \| – \| \| 26. Juni 1995 – 2. Juli 1995 1 Woche \| 1 \| Die Doofen \| Mief! (Nimm mich jetzt, auch wenn ich stinke!) Wigald Boning, Oliver Dittrich \| – \| \| 3. Juli 1995 – 13. August 1995 6 Wochen \| 6 \| Rednex \| Wish You Were Here Teijo Olavi Leskelä \| – \| \| 14. August 1995 – 3. September 1995 3 Wochen \| 3 \| Scatman John \| Scatman’s World Antonio Nunzio Catania, John Paul Larkin \| – \| \| 4. September 1995 – 24. September 1995 3 Wochen \| 3 \| Outhere Brothers \| Boom Boom Boom Keith D. Mayberry, Lamar Hula Mahone \| – \| \| 25. September 1995 – 8. Oktober 1995 2 Wochen \| 2 \| Technohead \| I Wanna Be a Hippy (Flamman & Abraxas Radio Mix) Hidle Brown Barnum, Martin J. Cooper, Cliff Goldsmith, Lee Newman, David Peel, Michael John Wells \| – \| \| 9. Oktober 1995 – 29. Oktober 1995 3 Wochen \| 3 \| Die Fantastischen Vier \| Sie ist weg Michael Beck, Thomas Dürr, Andreas Rieke, Michael Bernd Schmidt \| – \| \| 30. Oktober 1995 – 10. Dezember 1995 6 Wochen (insgesamt 8) \| 8 \| Coolio feat. L. V. \| Gangsta’s Paradise Stevie Wonder, Artis L. Ivey Jr., Douglas B. Rasheed, Larry James Sanders \| – \| \| 11. Dezember 1995 – 21. Januar 1996 6 Wochen \| 6 \| Michael Jackson \| Earth Song Michael Joe Jackson \| – \| |                                           |                                           | |                           |
| ← 1994 |                                           |                                           | | → 1996 →                  |
| Zeitraum | Wo. ges.                                  | Interpret                                 | Titel Autor(en) | Zusätzliche Informationen |
| (Zeitraum, Wochen auf Platz eins, Interpret, Titel, Autor[en], zusätzliche Informationen) |                                           |                                           | |                           |
| 7. November 1994 – 15. Januar 1995 10 Wochen | 10                                        | Rednex                                    | Cotton Eye Joe Patric Robert Edenberg, Örjan Kjell Öberg, Christer Jan Ericsson                                                                                                   | –                         |
| 16. Januar 1995 – 5. Februar 1995 3 Wochen | 3                                         | Mark ’Oh                                  | Tears Don’t Lie Musik: Dario Baldan Bembo, Ciro Dammicco, Marko Albrecht; Originaltext: Francesco Specchia, Alberto Salerno, Maurizio Seymandi; zusätzlicher Text: Marko Albrecht | –                         |
| 6. Februar 1995 – 12. Februar 1995 1 Woche | 1                                         | The Cranberries                           | Zombie Dolores Mary O’Riordan | –                         |
| 13. Februar 1995 – 30. April 1995 11 Wochen | 11                                        | Vangelis                                  | Conquest of Paradise Evangelos Odysseas Papathanassiou | –                         |
| 1. Mai 1995 – 28. Mai 1995 4 Wochen | 4                                         | Take That                                 | Back for Good Gary Barlow | –                         |
| 29. Mai 1995 – 25. Juni 1995 4 Wochen | 4                                         | La Bouche                                 | Be My Lover Musik: Gerd Amir Saraf; Text: Melanie Thornton, D. Lane McCray | –                         |
| 26. Juni 1995 – 2. Juli 1995 1 Woche | 1                                         | Die Doofen                                | Mief! (Nimm mich jetzt, auch wenn ich stinke!) Wigald Boning, Oliver Dittrich | –                         |
| 3. Juli 1995 – 13. August 1995 6 Wochen | 6                                         | Rednex                                    | Wish You Were Here Teijo Olavi Leskelä | –                         |
| 14. August 1995 – 3. September 1995 3 Wochen | 3                                         | Scatman John                              | Scatman’s World Antonio Nunzio Catania, John Paul Larkin | –                         |
| 4. September 1995 – 24. September 1995 3 Wochen | 3                                         | Outhere Brothers                          | Boom Boom Boom Keith D. Mayberry, Lamar Hula Mahone | –                         |
| 25. September 1995 – 8. Oktober 1995 2 Wochen | 2                                         | Technohead                                | I Wanna Be a Hippy (Flamman & Abraxas Radio Mix) Hidle Brown Barnum, Martin J. Cooper, Cliff Goldsmith, Lee Newman, David Peel, Michael John Wells                                | –                         |
| 9. Oktober 1995 – 29. Oktober 1995 3 Wochen | 3                                         | Die Fantastischen Vier                    | Sie ist weg Michael Beck, Thomas Dürr, Andreas Rieke, Michael Bernd Schmidt | –                         |
| 30. Oktober 1995 – 10. Dezember 1995 6 Wochen (insgesamt 8) | 8                                         | Coolio feat. L. V.                        | Gangsta’s Paradise Stevie Wonder, Artis L. Ivey Jr., Douglas B. Rasheed, Larry James Sanders                                                                                      | –                         |
| 11. Dezember 1995 – 21. Januar 1996 6 Wochen | 6                                         | Michael Jackson                           | Earth Song Michael Joe Jackson | –                         |

## Alben
| ← 1994 ← | Liste der Nummer-eins-Alben in Deutschland | Liste der Nummer-eins-Alben in Deutschland | Liste der Nummer-eins-Alben in Deutschland | 1996 →                    |
| \| Zeitraum \| Wo. ges. \| Interpret \| Titel \| Zusätzliche Informationen \| \| (Zeitraum, Wochen auf Platz eins, Interpret, Titel, zusätzliche Informationen) \| \| \| \| \| \| ------------------------------------------------------------------------------ \| -------- \| ----------------- \| ----------------------------------------- \| ------------------------- \| \| 19. Dezember 1994 – 15. Januar 1995 4 Wochen \| 4 \| The Kelly Family \| Over the Hump \| – \| \| 16. Januar 1995 – 26. Februar 1995 6 Wochen \| 6 \| The Cranberries \| No Need to Argue \| – \| \| 27. Februar 1995 – 6. März 1995 1 Woche \| 1 \| Vangelis \| 1492: Conquest of Paradise \| – \| \| 27. März 1995 – 14. Mai 1995 7 Wochen \| 7 \| Bruce Springsteen \| Greatest Hits \| – \| \| 15. Mai 1995 – 21. Mai 1995 1 Woche \| 1 \| Take That \| Nobody Else \| – \| \| 22. Mai 1995 – 2. Juli 1995 6 Wochen \| 6 \| Die Doofen \| Lieder, die die Welt nicht braucht \| – \| \| 3. Juli 1995 – 16. Juli 1995 2 Wochen \| 2 \| Michael Jackson \| HIStory – Past, Present and Future Book I \| – \| \| 17. Juli 1995 – 6. August 1995 3 Wochen \| 3 \| Bon Jovi \| These Days \| – \| \| 7. August 1995 – 3. September 1995 4 Wochen \| 4 \| Die Schlümpfe \| Tekkno Is Cool 1 \| – \| \| 4. September 1995 – 22. Oktober 1995 7 Wochen \| 7 \| Pur \| Abenteuerland \| – \| \| 23. Oktober 1995 – 5. November 1995 2 Wochen (insgesamt 3) \| 3 \| Simply Red \| Life \| – \| \| 6. November 1995 – 12. November 1995 1 Woche \| 1 \| Mariah Carey \| Daydream \| – \| \| 13. November 1995 – 19. November 1995 1 Woche (insgesamt 3) \| 3 \| Simply Red \| Life \| – \| \| 20. November 1995 – 3. Dezember 1995 2 Wochen (insgesamt 11) \| 11 \| Queen \| Made in Heaven \| – \| \| 4. Dezember 1995 – 10. Dezember 1995 1 Woche \| 1 \| The Beatles \| Anthology \| – \| \| 11. Dezember 1995 – 11. Februar 1996 9 Wochen (insgesamt 11) \| 11 \| Queen \| Made in Heaven \| – \| |                                            |                                            |                                            |                           |
| ← 1994 |                                            |                                            |                                            | → 1996 →                  |
| Zeitraum | Wo. ges.                                   | Interpret                                  | Titel                                      | Zusätzliche Informationen |
| (Zeitraum, Wochen auf Platz eins, Interpret, Titel, zusätzliche Informationen) |                                            |                                            |                                            |                           |
| 19. Dezember 1994 – 15. Januar 1995 4 Wochen | 4                                          | The Kelly Family                           | Over the Hump                              | –                         |
| 16. Januar 1995 – 26. Februar 1995 6 Wochen | 6                                          | The Cranberries                            | No Need to Argue                           | –                         |
| 27. Februar 1995 – 6. März 1995 1 Woche | 1                                          | Vangelis                                   | 1492: Conquest of Paradise                 | –                         |
| 27. März 1995 – 14. Mai 1995 7 Wochen | 7                                          | Bruce Springsteen                          | Greatest Hits                              | –                         |
| 15. Mai 1995 – 21. Mai 1995 1 Woche | 1                                          | Take That                                  | Nobody Else                                | –                         |
| 22. Mai 1995 – 2. Juli 1995 6 Wochen | 6                                          | Die Doofen                                 | Lieder, die die Welt nicht braucht         | –                         |
| 3. Juli 1995 – 16. Juli 1995 2 Wochen | 2                                          | Michael Jackson                            | HIStory – Past, Present and Future Book I  | –                         |
| 17. Juli 1995 – 6. August 1995 3 Wochen | 3                                          | Bon Jovi                                   | These Days                                 | –                         |
| 7. August 1995 – 3. September 1995 4 Wochen | 4                                          | Die Schlümpfe                              | Tekkno Is Cool 1                           | –                         |
| 4. September 1995 – 22. Oktober 1995 7 Wochen | 7                                          | Pur                                        | Abenteuerland                              | –                         |
| 23. Oktober 1995 – 5. November 1995 2 Wochen (insgesamt 3) | 3                                          | Simply Red                                 | Life                                       | –                         |
| 6. November 1995 – 12. November 1995 1 Woche | 1                                          | Mariah Carey                               | Daydream                                   | –                         |
| 13. November 1995 – 19. November 1995 1 Woche (insgesamt 3) | 3                                          | Simply Red                                 | Life                                       | –                         |
| 20. November 1995 – 3. Dezember 1995 2 Wochen (insgesamt 11) | 11                                         | Queen                                      | Made in Heaven                             | –                         |
| 4. Dezember 1995 – 10. Dezember 1995 1 Woche | 1                                          | The Beatles                                | Anthology                                  | –                         |
| 11. Dezember 1995 – 11. Februar 1996 9 Wochen (insgesamt 11) | 11                                         | Queen                                      | Made in Heaven                             | –                         |

## Jahreshitparaden
| ← 1994 ← | Liste der Jahres-Nummer-eins-Hits in Deutschland | Liste der Jahres-Nummer-eins-Hits in Deutschland | Liste der Jahres-Nummer-eins-Hits in Deutschland | 1996 →   |
| \| Singles \| Position# \| Alben \| \| ----------------------------------------------------------------------------------------------------------------------------------------------------------------------------------------- \| --------- \| ------------------------------------------------ \| \| Conquest of Paradise Vangelis Evangelos Odysseas Papathanassiou \| 1 \| Over the Hump The Kelly Family \| \| Gangsta’s Paradise Coolio feat. L. V. Stevie Wonder, Artis L. Ivey Jr., Douglas B. Rasheed, Larry James Sanders \| 2 \| No Need to Argue The Cranberries \| \| Wish You Were Here Rednex Teijo Olavi Leskelä \| 3 \| Abenteuerland Pur \| \| Zombie The Cranberries Dolores Mary O’Riordan \| 4 \| 1492: Conquest of Paradise (Soundtrack) Vangelis \| \| Scatman (Ski-Ba-Bop-Ba-Dop-Bop) Scatman John Antonio Nunzio Catania, John Paul Larkin \| 5 \| Lieder, die die Welt nicht braucht Die Doofen \| \| Have You Ever Really Loved a Woman Bryan Adams Michael Arnold Kamen, Robert John Lange, Bryan Adams \| 6 \| Dookie Green Day \| \| Back for Good Take That Gary Barlow \| 7 \| Tekkno ist cool - Vol. 1 Die Schlümpfe \| \| Tears Don’t Lie Mark'Oh Musik: Dario Baldan Bembo, Ciro Dammicco, Marko Albrecht; Originaltext: Francesco Specchia, Alberto Salerno, Maurizio Seymandi; zusätzlicher Text: Marko Albrecht \| 8 \| Affentheater Westernhagen \| \| Be My Lover La Bouche Musik: Gerd Amir Saraf; Text: Melanie Thornton, D. Lane McCray \| 9 \| Smash The Offspring \| \| Alice, Who the X Is Alice? Gompie Musik: Mike Chapman; Text: Nicky Chinn \| 10 \| Greatest Hits Bruce Springsteen \| |                                                  |                                                  |                                                  |          |
| ← 1994 |                                                  |                                                  |                                                  | → 1996 → |
| Singles | Position#                                        | Alben                                            |                                                  |          |
| Conquest of Paradise Vangelis Evangelos Odysseas Papathanassiou | 1                                                | Over the Hump The Kelly Family                   |                                                  |          |
| Gangsta’s Paradise Coolio feat. L. V. Stevie Wonder, Artis L. Ivey Jr., Douglas B. Rasheed, Larry James Sanders | 2                                                | No Need to Argue The Cranberries                 |                                                  |          |
| Wish You Were Here Rednex Teijo Olavi Leskelä | 3                                                | Abenteuerland Pur                                |                                                  |          |
| Zombie The Cranberries Dolores Mary O’Riordan | 4                                                | 1492: Conquest of Paradise (Soundtrack) Vangelis |                                                  |          |
| Scatman (Ski-Ba-Bop-Ba-Dop-Bop) Scatman John Antonio Nunzio Catania, John Paul Larkin | 5                                                | Lieder, die die Welt nicht braucht Die Doofen    |                                                  |          |
| Have You Ever Really Loved a Woman Bryan Adams Michael Arnold Kamen, Robert John Lange, Bryan Adams | 6                                                | Dookie Green Day                                 |                                                  |          |
| Back for Good Take That Gary Barlow | 7                                                | Tekkno ist cool - Vol. 1 Die Schlümpfe           |                                                  |          |
| Tears Don’t Lie Mark'Oh Musik: Dario Baldan Bembo, Ciro Dammicco, Marko Albrecht; Originaltext: Francesco Specchia, Alberto Salerno, Maurizio Seymandi; zusätzlicher Text: Marko Albrecht | 8                                                | Affentheater Westernhagen                        |                                                  |          |
| Be My Lover La Bouche Musik: Gerd Amir Saraf; Text: Melanie Thornton, D. Lane McCray | 9                                                | Smash The Offspring                              |                                                  |          |
| Alice, Who the X Is Alice? Gompie Musik: Mike Chapman; Text: Nicky Chinn | 10                                               | Greatest Hits Bruce Springsteen                  |                                                  |          |